# کارل هالیرش
کارل هالیرش (چکی: Karel Halíř؛ ۱ فوریه ۱۸۵۹ – ۲۱ دسامبر ۱۹۰۹) یک رهبر ارکستر و نوازندهٔ ویولن اهل بوهم (جمهوری چک فعلی) بود. وی بیشتر عمر خود را در آلمان گذراند.
وی از شاگردان «آنتونیو بنه‌ویتز» (در پراگ) و «یوزف یواخیم» (در برلین) بود و بعدها، رهبر ارکسترهایی در «کونیگسبرگ» (۱۸۷۹)، «مانهایم» (۱۸۸۱) و «وایمار» (۱۸۹۴–۱۸۸۴) شد.
دونوازیِ او با استادش «یوزف یواخیم» در «کنسرتو برای دو ویلن» (اثرِ یوهان سباستیان باخ) در «جشنوارهٔ باخ» در شهر «آیزناخ» در سال ۱۸۸۴ میلادی، بسیار موفقیت‌آمیز بود.
یکی از دلایل دیگر شهرت او، چیره‌دستی‌اش در نواختن «کنسرتوی ویولن در ر ماژور» اثرِ لودویگ فان بتهوون بود.